# Banja Luka-i incidens
A Banja Luka-i incidens 1994. február 28-án történt, amelyben a Boszniai Szerb Köztársaság légierejének hat J–21 Jastreb együléses könnyű repülőgépe közül négyet lelőttek az Egyesült Államok légierejének harci gépei. Az Egyesült Államok F–16-os vadászgépei, miközben nem szenvedtek veszteséget, Banja Lukától délnyugatra, Bosznia-Hercegovinában sikeresen megsemmisítettek több boszniai szerb harci gépet, amelyek egy boszniai gyárat támadtak. Ez volt a NATO történetének első aktív légitámadása.

## Novi Travnik bombázása
1994 februárjában a NATO Deny Flight hadműveletének részeként a németországi Ramstein székhelyű 526. „Black Knights” vadászrepülőszázadot (ideiglenesen) az olaszországi Avianoban állomásozó 401. hadműveleti csoporthoz csatolták. Február 28-án az 526. század két F–16-os, „Knight 25” és „Knight 26” jelű vadászgépe, hogy szoros légi támogatási kiképzést végezzen a boszniai Szarajevó közelében, éppen átszelte a horvát légteret, amikor keleti irányban a repüléstilalmi zónában hat azonosítatlan radarjelet észleltek. Ezek a radarjelek a távolság és a domborzat miatt nem voltak azonnal láthatóak a magyar terület felett repülő NATO AWACS repülőgépek számára. Néhány perc elteltével, 6 óra 35 perckor már az AWACS is képes volt kapcsolatot létesíteni a Banja Lukától délre eső légtérrel. Az 526. század két másik F-16-os, „Black 03” és „Black 04” jelű gépe is a területre érkezett, és befogtak hat J–21 Jastrebet és két J–22 Orao repülőgépet, amelyek nem sokkal korábban a novi travniki "Bratstvo" fegyvergyárat bombázták.
Az ENSZ és a NATO bevetési szabályaival összhangban az F–16-osok kétszer adtak ki figyelmeztetést a „leszállásra, a repüléstilalmi zónából való kilépésre vagy a kapcsolatfelvételre”, de a szerb gépek mindkét figyelmeztetést figyelmen kívül hagyták. A figyelmeztetések kiadása közben a szabálysértő repülőgép bombákat dobott célpontjára, amely lángokban állt. Az ilyen esetekre a NATO-nak egyszerű protokollja van, ami azt jelenti, hogy csak egy engedélyre volt szükség, így az Egyesített Légi Hadműveleti Központ azonnal megadta az engedélyt az F–16-osoknak a támadásra.

## A légitámadás
A boszniai szerb gépek észak felé, vissza az udbinai bázisuk felé vették az irányt. Reggel 6 óra 45 perckor a NATO-gépek lecsaptak rájuk. Robert G. Wright kapitány egy AIM–120 AMRAAM levegő-levegő rakétát lőtt ki, lelőve az első Jastrebet, amely 1500 méter magasságon repült. A megmaradt Jastrebek néhány száz méteres magasságra süllyedtek, és alacsony szinten repültek, hogy a hegyes terepen elrejtőzzenek a radar elől, és visszameneküljenek Udbinába. Wright erre válaszul AIM–9 Sidewinder rakétákra váltott, és a hőkeresővel ellátott Sidewinder rakétákkal még két gépet lelőtt.
Miután elhasználta az összes rakétáját, és az üzemanyaga is fogyóban volt, Wright átadta az üldözést társának, Scott O'Grady kapitánynak, aki vezérgépe felett repült. O'Grady leadta gépét, hogy harcba szálljon, és kilőtt egy AIM–9M-et, a robbanófej közeli robbanása pedig súlyosan megrongálta a megcélzott Jastreb farkát. A repülés azonban már közeledett a „bingó üzemanyaghoz”, vagyis ahhoz a ponthoz, ahol a gépnek nem lesz elég üzemanyaga a visszatéréshez, ezért elszálltak tankolni az Adriai-tenger felett köröző KC–135 Stratotankerhez.
Ugyanekkor érkezett a másik pár F–16-os, a „Knight 25” és a „Knight 26” az AWACS által megadott területre. Reggel 6:50-kor a Steve "Yogi" Allen kapitány által vezetett Knight 25-nek sikerült odajutnia egy Jastreb mögé, amely nagyon alacsony magasságban repült. Kilőtt egy Sidewindert, és lelőtte a J–21 Jastrebet. A Knight 25-ös élesen visszafordult dél felé, ahol a Knight 26-os, John "Jace" Meyer ezredes radarjával befogott egy másik, északnyugat felé menekülő repülőgépet. Egy percnyi üldözés után megszakadt a radarkapcsolat, és a gép megszakította a támadást. A kevés üzemanyag miatt, a Knight 25. és 26. is visszatért az Adria feletti tankerhez. A tankolás után folytatták a harci légi járőrözést Bosznia felett. Csak egyetlen megmaradt szerb repülőgép tudott leszállni, az akkori szerb Krajinában, a mai Horvátországban található udbinai légibázison.
A USAF négy repülőgép lelövését jelentette. A boszniai szerbek öt repülőgép elvesztését ismerték el az incidensben; az eltérés valószínűleg abból adódik, hogy egy további repülőgép lezuhant, miután egy rakétarobbanás érte miközben alacsony szintű repülés közben próbált menekülni. Ez volt az első háborús akció, amelyet a NATO-erők hajtottak végre a szövetség 1949-es megalakulása óta.

## Következmények
Nyolc nappal később, március 8-án Fiumétól keletre, a szerbek által megszállt Krajina közelében a spanyol légierő Zágrábból Splitbe tartó CASA C–212 szállítógépének farkába ütközött egy szovjet gyártmányú Sztrela–2 hordozható légvédelmi rakéta. A farok kezelőfelületei megsérültek, a bal hajtómű meghibásodott, a repeszektől és a szilánkoktól négy katona (az Egyesült Államokból, az Egyesült Királyságból, Franciaországból és Hollandiából) megsérült. A legénységnek sikerült leszállnia a géppel a fiumei repülőtéren, majd a spanyol technikusok később kijavították a repülőgép sérüléseit, és 48 órán belül újra üzembe helyezték. Az incidens, amely a NATO szerint egy horvát ellenőrzés alatt álló övezetben történt, a boszniai szerbek válasza lehetett a február 28-iki lelövésekre és bár az elkövetőt nem sikerült megnevezni, a NATO „provokáció” jelzővel illette az incidenst, míg a horvát védelmi tisztviselők „szerb terroristákat” hibáztattak, és azt állították, hogy a repülőgépre egynél több rakétát lőttek ki.

## Az érintett szerb pilóták
- Ranko Vukmirović százados,[5] hősi halált halt.
- Zvezdan Pešić százados, [5] hősi halált halt.
- Goran Zarić százados,[5] alacsony magasságon katapultált, hősi halált halt.
- Uroš Studen őrnagy,[5] Jajca közelében katapultált, életben maradt.
- Zlatko Mikerević százados,[5] valószínűleg Bravsko és Crkveno falvak közelében, Ključtól 14 km-re nyugatra katapultált, életben maradt.
- Zlatan Crnalić százados,[5] Jastreb-21 gépével leszállt az udbinai légibázison, súlyosan megsérült; a repülőgép később ismét szolgálatba állt.

## Fordítás
- Ez a szócikk részben vagy egészben  a   Banja Luka incident című angol Wikipédia-szócikk ezen változatának fordításán alapul.  Az eredeti cikk szerkesztőit annak laptörténete sorolja fel. Ez a jelzés csupán a megfogalmazás eredetét és a szerzői jogokat jelzi, nem szolgál a cikkben szereplő információk forrásmegjelöléseként.